# Altstadtschule Wedel
Die Altstadtschule ist eine von drei Grundschulen der Stadt Wedel (Schleswig-Holstein). Die Altstadtschule Wedel hatte im Schuljahr 2021/2022 insgesamt 379 Schülerinnen und Schüler, davon 368 in 16 regulären Klassen und 11 in einer Deutsch-als-Zweitsprache-Klasse.

## Schulprofil
Als offene Ganztagsgrundschule verfügt die Altstadtschule über eine Küche und eine Mensa für die Mittagsverpflegung. Im Anschluss an den Unterricht bietet die Schule ein freiwilliges Angebot aus den Bereichen Kunst, Sport, Musik, Naturwissenschaften, Religion und Entspannung. In der Schule wird eine kostenpflichtige Schulkindbetreuung am Nachmittag angeboten. Durch individualisierten Unterricht mit differenzierten Angeboten zur Förderung sowie Förderunterricht und begleitende Angebote für besonders begabte Schülerinnen und Schüler geht die Schule auf die Kinder nach ihren Bedürfnissen ein.

## Geschichte
Die Altstadtschule Wedel wurde im Jahre 1874 als Volksschule gegründet. Die Schule wuchs im Laufe der Jahrzehnte und erreichte 1950 mit 1100 Schülern die höchste Schülerzahl. Nach der Neuordnung des Schulsystems, die Volksschulen in Grund- und Hauptschulen teilte, wurde 1969 die Volksschule Altstadt zur Grundschule Altstadt. Im Schuljahr 1993/94 wurde die erste Integrationsklasse eingerichtet. In dieser Klasse wurden vier Schüler mit erhöhtem Förderbedarf neben 16 anderen Schülern von zwei Lehrkräften unterrichtet. Seit dieser Zeit sind die Integrationsklassen bzw. Präventionsklassen fester Bestandteil der Schule. Ebenfalls 1993 wurde die Schulkindbetreuung eingeführt.